# 聖克魯斯 (葡萄牙)

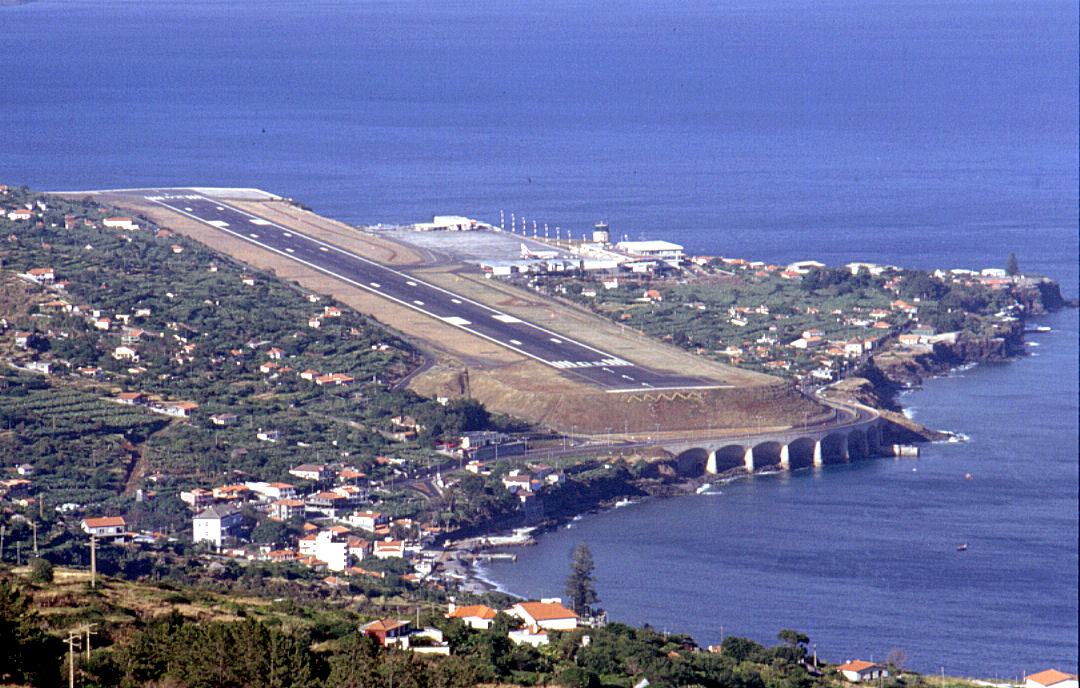
位於聖克魯斯的馬德拉基斯坦奴·朗拿度國際機場（攝於1990年）

聖克魯斯（葡萄牙語：Santa Cruz）是葡萄牙的一座城市。位於馬德拉群島東部馬德拉島上。它是馬德拉群島仅次于丰沙尔的第二多人口城市。面積81.52平方公里。據2011年的人口普查，聖克魯斯有人口43,005人。

## 外部連結
- 官方网站